# Berberis sumapazana
Berberis sumapazana är en berberisväxtart som beskrevs av L. A. Camargo. Berberis sumapazana ingår i släktet berberisar, och familjen berberisväxter. Inga underarter finns listade i Catalogue of Life.